# Cauchemar (film, 1961)
Pour plus de détails, voir Fiche technique et Distribution.
Cauchemar (titre original : Εφιάλτης (Ephialtis)) est un film grec réalisé par Errikos Andreou et sorti en 1961.

## Synopsis
Après la mort de son père, Anna-Margo (Voula Harilaou) quitte la maison familiale car elle ne s'entend plus avec sa mère et son frère Alexandros (Thannasis Mylonas). Elle s'installe à l'hôtel. Cependant, elle est toujours en contact avec sa famille en raison de problèmes liés à l'héritage. Un jour, une femme Evi Linardou l'appelle et la menace. Anna-Margo fait alors appel à un avocat Tonis Karzis (Michalis Nikolinakos) pour retrouver cette Evi Linardou. L'enquête de l'avocat le mène chez un peintre Bampis Fokas puis un photographe Valentinos pour qui Linardou aurait posé. C'est alors que Valentinos et Alexandros sont assassinés et qu'Anna-Margo disparaît. Karzis finit par retrouver Linardou. Il apprend qu'elle est la meilleure amie d'Anna-Margo ainsi que l'épouse d'Alexandros. Il apprend aussi qu'Anna Margo souffre de schizophrénie.

## Fiche technique
- Titre : Cauchemar
- Titre original : Εφιάλτης (Ephialtis)
- Réalisation : Errikos Andreou
- Scénario : Errikos Andreou
- Direction artistique : Tasos Zografos et Manolis Zampelas
- Décors :
- Costumes :
- Photographie : Aristidis Karydis Fuchs
- Son :
- Montage :
- Musique : Mimis Plessas
- Production :  Errikos Andreou
- Pays d'origine :  Grèce
- Langue : grec
- Format :  Noir et blanc - Mono
- Genre : Film noir, drame psychologique
- Durée : 94 minutes
- Dates de sortie : 1961

## Distribution
- Michalis Nikolinakos
- Voula Harilaou
- Thannasis Mylonas
- Athena Michaelidou
- Stavros Xenidis
- Dimitris Nikolaidis
- Zannino

## Récompenses
- Semaine du cinéma grec 1961 (Thessalonique) : meilleure actrice dans un second rôle
- Festival de Dehli 1961 : distinction d'honneur